# Fondazione di comunità
Una fondazione di comunità o fondazione comunitaria è un ente non profit, che mette insieme soggetti rappresentativi di una comunità locale (privati cittadini, istituzioni, associazioni, operatori economici e sociali) con l'obiettivo di migliorare la qualità della vita della comunità stessa, attivando energie e risorse e promuovendo la cultura della solidarietà, del dono, e della responsabilità sociale. La principale peculiarità di questo tipo di fondazione è la possibilità per una collettività di investire nel proprio sviluppo e nelle sue qualità, attivando risorse proprie per realizzare progetti ed interventi per il territorio.
La Fondazione di Comunità, grazie alla capacità di attrarre risorse, sotto forma di donazioni e altre liberalità, valorizzarle attraverso una attenta gestione patrimoniale e di investirle in progetti locali di carattere sociale, rappresenta un importante strumento di sussidiarietà.
Le principali caratteristiche della Fondazione di Comunità sono:
- essere un ente di diritto privato dotata di un patrimonio;
- essere rappresentativa dell'intera comunità;
- essere autonoma e indipendente;
- operare per il bene comune.

## Nascita e sviluppo

### Nord America
La prima fondazione di comunità della storia nasce il 2 gennaio 1914, a Cleveland, nell'Ohio, grazie a Frederick Goff, proprietario della Cleveland Trust Company. Come molti altri istituti di credito americani, la banca di Goff aveva in gestione numerosi fondi d'investimento che garantivano rendimenti finanziari da destinare a opere a finalità sociale scelte dai clienti più facoltosi. La gestione di tali risorse, specialmente se legate a lasciti testamentari, con l'andare del tempo diventò tuttavia sempre più complicata per gli istituti bancari. Le missions di molti fondi erano infatti divenute anacronistiche e difficilmente attuabili, a causa della scomparsa dei filantropi che li avevano creati o in conseguenza dell'evoluzione dei bisogni a cui erano destinate queste risorse. Si determinarono così situazioni in cui le banche non erano sempre in grado di gestire efficacemente il denaro affidato loro. Per evitare la dead hand di tali depositi, Goff decise di dar vita a un comitato indipendente che potesse coordinare autonomamente le funzioni di erogazione e destinazione delle risorse, lasciando alla banca solo l'onere di investire il denaro per garantire utili annuali adeguati. Il comitato di beneficenza poté così occuparsi unicamente dei bisogni sociali dell'area di Cleveland, implementando forme d'intervento maggiormente attente alle esigenze della popolazione grazie allo sviluppo di reti capacidi cogliere i bisogni emergenti da una prospettiva nuova. A 99 anni di distanza dalla sua nascita, la Cleveland Foundation è oggi una delle più importanti realtà della filantropia comunitaria americana: nel 2011 ha dichiarato un patrimonio di oltre 1 miliardo e 800 milioni di dollari ed erogazioni per circa 80 milioni.
Il modello proposto da Goff a Cleveland nel corso degli anni Venti si diffuse in diverse aree degli Stati Uniti, e nel 1921, con la Winnipeg Foundation, anche nel vicino Canada. Il periodo successivo alla Grande Depressione vide un rallentamento della diffusione delle fondazioni comunitarie, che tuttavia tornarono a crescere con una certa intensità negli anni Quaranta e Cinquanta. Nel 1969 le questioni legate alla tassazione degli enti filantropici portarono il governo americano a varare una riforma fiscale molto favorevole alle community foundations, che si diffusero ulteriormente negli anni Settanta e Ottanta, con un picco negli anni recessivi della prima presidenza Reagan.

### Europa e resto del mondo
Solo in tempi più recenti, a partire dagli anni Settanta, questo modello filantropico iniziò ad affermarsi anche fuori dal Nordamerica. Nel 1975 le fondazioni comunitarie sbarcarono nel Regno Unito il secondo paese dopo gli Stati Uniti per numero di soggetti di questo genere e negli anni seguenti in gran parte d'Europa, dove tuttavia restarono un fenomeno di nicchia fino all'inizio del nuovo millennio. È infatti nel primo decennio degli anni Duemila che si assiste a un consistente aumento delle fondazioni comunitarie nel Vecchio Continente: tra il 2000 e il 2010 si è passati da 103 fondazioni di comunità a ben 631, che hanno portato il numero complessivo di questi enti a 1.690 in tutto il mondo.

### Italia
Attualmente in Italia esistono 35 fondazioni di comunità, costituite grazie all'impegno di fondazioni di origine bancaria, imprese private, enti religiosi o attori istituzionali che, autonomamente o unendo le proprie risorse, conoscenze e competenze, hanno scelto di sostenere lo sviluppo di questi particolari soggetti. La maggior parte si trova nel Nord della penisola, ma più recentemente tali realtà si sono diffuse anche nel Mezzogiorno.